# Ramāpuram
Ramāpuram är en ort i Indien.   Den ligger i distriktet Kurnool och delstaten Andhra Pradesh, i den södra delen av landet, 1 500 km söder om huvudstaden New Delhi. Ramāpuram ligger 462 meter över havet och antalet invånare är 5 961.
Terrängen runt Ramāpuram är huvudsakligen platt, men österut är den kuperad. Runt Ramāpuram är det ganska tätbefolkat, med 139 invånare per kvadratkilometer. Närmaste större samhälle är Dhone, 12,0 km norr om Ramāpuram. Trakten runt Ramāpuram består till största delen av jordbruksmark.